# شلخة التياب
شَلْخَةُ التِّيَّابِ بلدة ريفية موريتانية تقع في مقاطعة امبود في منطقة كركلّ الواقعة في جنوب موريتانيا. معنى الشلخة في اللسان الحساني مجرى ماء المطر. والتياب اسم قبيلة في بلاد شنقيط.

## الموقع
تقع بلدة شلخة التياب في شمال مقاطعة امبود الواقعة في منطقة كركل في موريتانيا، وتبلغ مساحتها 578 كيلومتر مربع، ويحدها من جهة الشمال بلدية الغبرة، ويحدها من جهة الشرق بلدية الأحرش، ويحدها من جهة الجنوب الغربي بلدية القصيبة، ويحدها من جهة الجنوب الشرقي بلدية فم القليتة، بينما يحدها من جهة الغرب بلدية أزكليم التياب.

## السكان
شهدت بلدة شلخة التياب نموًّا سكانيًّا ملحوظًا خلال القرن الحادي والعشرين، حيث ارتفع عدد سكان البلدة من 6174 نسمة في عام 2000، إلى 8306 نسمة في عام 2013 بمُعدل نمو سنوي بلغ 2.4٪ على مدى 13 عامًا.

## التاريخ
تأسست بلدة شلخة التياب بموجب المرسوم الصادر في 20 أكتوبر عام 1987 بشأن تأسيس البلديات الموريتانية.

## الاقتصاد
تُشكل الزراعة النشاط الاقتصادي الرئيسي لسكان بلدة شلخة التياب مثلهم في ذلك مثل سكان جميع البلدات الموريتانية الموجودة في المنطقة تقريبًا. ومع ذلك فلا يزال اقتصاد البلدة متواضعًا وهش بسبب ما يواجهه من عقبات تُعرقل محاولات تنميته، ولا سيما الظروف المناخية أو قلة الإمكانيات المتوفرة للمزارعين. وفي سبيل للتغلب على هذه المعوقات، قامت الحكومة الموريتانية بالتعاون مع المنظمات غير الحكومية المختلفة لتمويل عدد من المشاريع التي تُساعد على تحسين الظروف المعيشية لسكان البلدة، مثل مشروع الأفطوط الشرقي الذي تم تدشين المرحلة الثانية منه في بلدة شلخة التياب في عام 2020، وهو مشروع تنموي يهدف بشكل رئيسي لتحسين وصول المياه في عدة مناطق موريتانية من بينها ولاية العصابة وولاية كيدي ماغا وولاية كركل.